# Ramon Turró i Darder
Ramon Turró i Darder (Malgrat de Mar, Maresme, 8 de desembre de 1854 - Barcelona, 1 de juny de 1926) fou un veterinari, biòleg i filòsof català.

## Biografia

### Marc familiar i primers anys
Ramon Turró va néixer a Malgrat de Mar el 8 de desembre de 1854 i l'endemà fou batejat a l'església parroquial de Sant Nicolau de Malgrat de Mar, bisbat de Girona, província de Barcelona. Els seus pares Benet Turró i Gràcia Darder, propietaris rurals i amb establiment de comestibles, tenien nou fills.
Va fer els estudis primaris a l'Escola Pia de Calella i el batxillerat, a Girona. Josep Pla menciona que Turró fou seminarista com dos dels seus germans.
El curs 1871-72 començà a estudiar medicina, fins a l'any 1874, carrera que no acabà, malgrat que va reprendre els estudis el curs 1889. El 1874 es va allistar voluntari en el bàndol liberal republicà per a lluitar contra els carlins. Posteriorment va estudiar Filosofia i Lletres a la Universitat de Barcelona.
En aquesta època va conèixer Joaquim Ruyra, amb qui va començar la seva activitat literària amb l'obra Composiciones literarias, que no es publicà fins al 1878.
No es va casar ni va tenir fills.
Com el defineix Josep Pla, Turró era un home molt complex. En el terreny científic va fer aportacions en els àmbits de la Fisiologia, Biologia, Immunologia, Bacteriologia i Veterinària. Com a pensador va treballar en els camps de la Filosofia i la Psicologia, i en els aspectes econòmics va ser inversor en la Borsa i fabricant i distribuïdor de productes farmacèutics amb la marca R. Turró.

### Ramon Turró a Madrid i primers treballs científics
Després de deixar els estudis, Turró marxà a Madrid, on va treballar com a periodista en el diari El Progreso, i alhora va començar a publicar els seus primers treballs científics. Segons el seu deixeble i biògraf Pere Domingo, Turró a Madrid es va centrar en tres tipus de treballs: Les edicions del seu llibre Memoria sobre la circulación de la sangre (1980), les discussions sobre la "fórmula de la vida" del Dr. Letamendi, i interessar-se pels mecanismes funcionals del cervell.
El 1882 va publicar a El Siglo Médico l'article "La fórmula de la vida del doctor Letamendi" on atacà la teoria del prestigiós catedràtic i professor de Turró a Barcelona. El treball va generar una forta lluita periodística i un alt nivell de controvèrsia científica, quan en realitat la majoria de lectors i el mateix Letamendi, al no conèixer qui era Turró van pensar que els articles es devien a un científic estranger de renom. Turró no va ser l'únic crític, perquè en el grup anti-Letamendi també hi havia, entre d'altres, Pío Baroja, Ramón y Cajal, Eugeni d'Ors i Gregorio Marañón.
Aquest mateix any publica a la revista Independencia Médica el treball "El mecanismo de la circulación arterial y capilar", que posteriorment (1883) va ser publicat a França amb traducció del professor Jules Robert.
Entre els anys 1882 i 1883 publicà una sèrie d'articles al Siglo Médico sobre "Fisiología Cerebral", i el 1884 comença a col·laborar de forma habitual a la Gaceta Médica Catalana, on més tard ja formava part de la redacció.
El març de 1884 publicà Dualismo cerebral i el 1885 una sèrie amb el títol Béchamp y Pasteur.

### Primers anys al Laboratori Microbiològic Municipal de Barcelona
Jaume Pi i Sunyer el va convèncer de tornar a Barcelona el 1884 i compartir el seu laboratori a la Facultat de Medicina, on havia guanyat la càtedra de Patologia General. Comença una col·laboració amb la Gaceta Médica Catalana, on publica treballs propis i traduccions de científics francesos.
El 28 de setembre de 1886 l'Ajuntament de Barcelona, a proposta de Jaume Ferran i Clua, i amb la perspectiva de la futura Exposició Universal del 1888, va crear un Institut dedicat a l'estudi i prevenció de la ràbia, seguint els passos de Pasteur a França. Aquest institut, al cap de pocs dies, es va convertir en un Laboratori Microbiològic, i el 2 de novembre s'aprovà definitivament i se'n va nomenar director Jaume Ferran, que va proposar entre altres col·laboradors a Ramon Turró, amb la categoria d'alumne ajudant, amb una gratificació anyal de 999 pessetes.
L'any 1887 van quedar definits els objectius del laboratori: Preparar i aplicar determinats productes biològics –com la vacuna antirràbica de Pasteur–, la investigació científica i l'ensenyament de la Bacteriologia.
Les activitats de Turró en aquesta etapa (1888-1890) són poc conegudes, però se sap que, al mateix temps que preparava material per a les vacunacions antiràbiques i perfeccionava tècniques microbiològiques, intentava refer alguns experiments fets a França per Béchamp. El febrer de 1881 va publicar a la Gaceta Médica Catalana el primer treball experimental: "Contribución al estudio de la esporulación del Bacillus antracis", i el 31 de juiliol de 1892 un artícle crític sobre les aportacions bacteriològiques del Dr. Ferran: "Comentarios a los trabajos del Dr. Ferran, sobre la epidemia de la Casa de Caridad".
Als anys 1890-1891 Turró posa en dubte els mètodes de vacunació de Ferran, i la forma d'experimentar d'aquest. L'Ajuntament va posar en marxa una investigació interna per esbrinar les possibles anomalies comeses.
L'any 1897 fou encarregat de la direcció dels cursos de bacteriologia de l'Acadèmia i Laboratori de Ciències Mèdiques, on dugué a terme els primers treballs adreçats a avançar en la demostració experimental de la seva teoria de la immunitat.
Col·laborà intensament amb August Pi i Sunyer al Laboratori Municipal de Barcelona fent investigacions sobre bacteriologia, fisiologia i immunologia.
A part de totes les aportacions teòriques i de laboratori, Turró també va incorporar elements pràctics en el camp de la Bacteriologia i la Fisiologia, alguns d'ells coneguts com a "Mètode Turró".
Es distingí per les seves investigacions sobre immunitat natural, però s'oposava a les teories d'Ilià Mètxnikov i Paul Ehrlich, ja que s'inclinava per l'existència d'una suposada identitat entre els mecanismes immunitaris i els digestius a nivell cel·lular. Entre les seves principals aportacions, cal destacar que fou l'introductor a Espanya del mètode experimental de Claude Bernard i a Catalunya el primer que estudià les secrecions internes.

### Turró director del Laboratori Municipal
El cas de la mort d'un nen (fill de Pere Aldavert, director de La Renaixença) vacunat per Ferran i d'altres casos, més les crítiques a la gestió econòmica i administrativa de Ferran al davant del Laboratori, van comportar que l'Ajuntament de Barcelona li obrís un expedient el 1903, i el 1905 la seva destitució com a director. En Turró va publicar "Réplica al Dr. Ferran" (1905), on l'acusa d'imprudent i es suporta en el testimoni de Ramón y Cajal.
L'any 1906 fou nomenat director del Laboratori Microbiològic Municipal de Barcelona, càrrec que va mantenir fins a la seva jubilació l'any 1925, i president tant de l'Acadèmia com del Laboratori el 1908-1910.
L'agost de 1914 s'inicià l'epidèmia de febre tifoide a Barcelona, i Turró posa de manifest que la causa de l'epidèmia són les aigües de Montcada i no les del Llobregat com altres creien. Per aquest motiu fou fortament atacat en una campanya de premsa quan obligà al tancament de les aigües infectades per prevenir més casos. Aquest cas el va fer escriure un article amb el títol de "En defensa pròpia".

### Els darrers anys
Amb l'accés d'August Pi i Sunyer a la Càtedra de Fisiologia de la Facultat de Medicina de Barcelona, l'activitat de l'escola biològica catalana es reforçava, alhora que el protagonisme professional de Turró minvava, però encara durant uns anys va tenir una certa presència en els àmbits científics. L'abril de 1921 va pronunciar la conferència inaugural de l'Institut de Fisiologia, i el 1922 va participar en l'homenatge a Santiago Ramón y Cajal. Aquest mateix any Turró va rebre un homenatge amb motiu de la fundació de la Societat de Biologia, que va presidir de 1920 a 1924.
El 1924 va redactar el discurs "La disciplina mental" per la inauguració del IX Congrés de la Asociación Española para el Progreso de las Ciencias, a celebrar a Salamanca. Turró, malalt i amb problemes de mobilitat, no va poder assistir-hi i va llegir la ponència el Dr. Marañón.
El novembre de 1925 va publicar el seu darrer treball científic: "Estado bacteriológico de las aguas de la Sociedad General", dins un fullet editat per la Societat d'Aigües de Barcelona.
Ramon Turró va morir el 5 de juny de 1926 al seu pis del carrer Notariat número 10 de Barcelona.

## Turró veterinari
L'any 1891 va obtenir el títol de veterinari, després de dos exàmens lliures a l'Escola de Veterinària de Santiago de Compostel·la. Aquesta titulació li va permetre ocupar càrrecs oficials, i en el seu moment li va facilitar el ser nomenat director del Laboratori Municipal de Barcelona (1906).
A la Gaceta Sanitaria de Barcelona de 10 de juliol de 1891, on s'explica la reforma del Cos Mèdic Municipal, Turró ja hi consta com a veterinari.
El 14 de gener de 1905 va prendre possessió de la Presidència del Col·legi de Veterinaris de Barcelona.
Entre 1907 i 1926 va dirigir la Revista Veterinaria de España.
Poc temps després de la seva mort, el Col·legi de Veterinaris va col·locar una placa dedicada a Turró a la casa natal a Malgrat de Mar.

## Turró: filosofia i psicologia
Turró s'acosta tard a la filosofia i a la psicologia. És un biòleg que es posa a filosofar. La seva mentalitat estava estructurada per altres disciplines. En paraules d'Eusebi Colomer, "El seu pensament és diversament condicionat. Tres trets personalíssims el configuren: la seva robusta personalitat, la seva condició d'home de ciència i el seu temperament llatí." Sense ser un filòsof en el sentit acadèmic de la paraula, tractà, a partir dels seus estudis i investigacions de fisiologia, determinades qüestions filosòfiques i psicològiques, especialment la teoria del coneixement.
El positivisme és la característica que més es remarca en el seu pensament filosòfic. Segons Roca i Balasch hi ha quatre qüestions que eren motiu de preocupació per a Turró: la concepció monista o dualista de l'home; el dilema racionalisme-empirisme, la qüestió del coneixement a priori, i el tema polèmic del vitalisme.
L'any 1917 dirigí un curs en vuit lliçons a l'aula de la Societat Catalana de Biologia, amb el títol de "Filosofia Crítica".
La seva obra filosòfica va despertar elogis, però també moltes crítiques, però en qualsevol cas va participar del moviment intel·lectual de l'època i va ser un dels fundadors de la Societat Catalana de Filosofia. En l'àmbit de la psicologia és considerat com el pare de la psicologia experimental catalana.
La seva obra filosòfica més important és Orígens del coneixement: La Fam (Societat Catalana d'Edicions. 1912, en dos volums), de la qual prèviament, entre 1910 i 1911, se n'havien publicat els primers fragments a la revista alemanya Zeitschrift für Psychologie und Sinnesphysiologie, amb el títol "Ursprünge der Erkenntnis. Die physiologische Psychologie des Hungers". Turró considerava que la nutrició era la funció fonamental de la vida i per això la seva investigació se centrava en la psicofisiologia de les ganes de menjar.
El 1908 publica l'article "Psychologie de l'equilibre du corps humain", a la revista francesa Revue de Philosophie.

## Turró acadèmic
Ramon Turró va tenir un fort protagonisme i una àmplia presència en el món acadèmic de la seva època:
- 25 de juny de 1894: Ingressa, sense ser metge titulat, a la Real Academia de Medicina y Cirugía de Barcelona, i el 17 d'octubre de 1911 n'és nomenat Vicepresident.
- 1905-1915: President del Col·legi de Veterinaris de Barcelona[10]
- 1908: President de la Academia y Laboratorio de Ciencias Médicas de Cataluña[18]
- Octubre 1910: President d'Honor del Congreso de Tuberculosis[19]
- 1911: Membre de l'Institut d'Estudis Catalans
- 1912: Soci fundador de la Societat de Biologia de Barcelona, que presidí de 1920 a 1924
- 15 de gener de 1919: Membre corresponent de la Société de Biologie de França
- 1923: Conjuntament amb Serra Hunter i Carreras Artau va fundar la Societat Catalana de Filosofia

## Ramon Turró i Jacint Verdaguer[20]
Ramon Turró destacà també per la seva vinculació amb el poeta Jacint Verdaguer, amb qui mantingué una estreta relació i de qui fou marmessor testamentari. Verdaguer, malalt de mort, va fer cridar a quatre amics, Turró, Moles, Mossèn Costa i Mossèn Valls i els va entregar una quantitat important de documents. Una part d'aquests documents van acabar en mans de Turró, que en el seu testament els va donar a l'Institut d'Estudis Catalans.
Després de la mort de Verdaguer, Turró va escriure el 1903 un llibre en defensa del poeta: Verdaguer vindicado por un catalán, on atacà virulentament els enemics del poeta i va aparèixer sense el nom de l'autor. El llibre el va signar amb el pseudònim Un Catalán i amb un pròleg d'Eduard Marquina.

## Obres i articles
- Composiciones Literarias. Barcelona 1878. Imp. La Renaixença.
- La obesidad. Tipografia La Académica. Barcelona 1897
- Els orígens del coneixement: la fam (1912) Hi ha traduccions al francès, italià, i al castellà amb un prefaci de Miguel de Unamuno, i una edició modernitzada d'Edicions 62. 1980
- La criteriologia de Jaume Balmes (1919)
- Filosofia crítica (1919), amb traducció al castellà de Gabriel Miró
- Diàlegs sobre coses d'art i de ciència (1958)
- Els orígens de la representació de l'espai tàctil (1913)
- La méthode objective (1916)
- La base tròfica de la intel·ligència (1917)
- La disciplina mental (1924)
- Tres diàlegs sobre la filosofia de l'estètica i la ciència (1947)

Va escriure una gran quantitat d'articles de contingut científic i filosòfic a publicacions com:
- Gaceta Médica Catalana
- Revista de Medicina y Cirugía
- Independencia Médica
- El Siglo Médico
- Archivos de Neurología
- Publicaciones de la Residencia de Estudiantes
- Revista de Catalunya
- Revue Philosophique
- Journal de Psychologie normal et Patologique